# Lankesteria thyrsoidea
Espèce
Lankesteria thyrsoidea S.Moore est une espèce de plantes à fleurs de la famille des Acanthaceae et du genre Lankesteria. C'est une herbe présente en Afrique tropicale, principalement au sud-est du Nigeria, très rarement au Cameroun (récoltée à Mamfé par Thomas Douglas Maitland en 1932).